# Gustave-Adolphe Mossa
 (août 2024).
 (juin 2023).
La mise en forme du texte ne suit pas les recommandations de Wikipédia : il faut le « wikifier ».
Les points d'amélioration suivants sont les cas les plus fréquents. Le détail des points à revoir est peut-être précisé sur la page de discussion.
- Les titres sont pré-formatés par le logiciel. Ils ne sont ni en capitales, ni en gras.
- Le texte ne doit pas être écrit en capitales (les noms de famille non plus), ni en gras, ni en italique, ni en « petit »…
- Le gras n'est utilisé que pour surligner le titre de l'article dans l'introduction, une seule fois.
- L'italique est rarement utilisé : mots en langue étrangère, titres d'œuvres, noms de bateaux, etc.
- Les citations ne sont pas en italique mais en corps de texte normal. Elles sont entourées par des guillemets français : « et ».
- Les listes à puces sont à éviter, des paragraphes rédigés étant largement préférés. Les tableaux sont à réserver à la présentation de données structurées (résultats, etc.).
- Les appels de note de bas de page (petits chiffres en exposant, introduits par l'outil «  Source ») sont à placer entre la fin de phrase et le point final[comme ça].
- Les liens internes (vers d'autres articles de Wikipédia) sont à choisir avec parcimonie. Créez des liens vers des articles approfondissant le sujet. Les termes génériques sans rapport avec le sujet sont à éviter, ainsi que les répétitions de liens vers un même terme.
- Les liens externes sont à placer uniquement dans une section « Liens externes », à la fin de l'article. Ces liens sont à choisir avec parcimonie suivant les règles définies. Si un lien sert de source à l'article, son insertion dans le texte est à faire par les notes de bas de page.
- La présentation des références doit suivre les conventions bibliographiques. Il est recommandé d'utiliser les modèles {{Ouvrage}}, {{Chapitre}}, {{Article}}, {{Lien web}} et/ou {{Bibliographie}}. Le mode d'édition visuel peut mettre en forme automatiquement les références.
- Insérer une infobox (cadre d'informations à droite) n'est pas obligatoire pour parachever la mise en page.

Pour une aide détaillée, merci de consulter Aide:Wikification.
Si vous pensez que ces points ont été résolus, vous pouvez retirer ce bandeau et améliorer la mise en forme d'un autre article.
 (juin 2023).
Gustave-Adolphe Mossa, connu également sous le nom germanisé de Gustav-Adolf Mossa qu'il utilisa jusqu'à la Première Guerre mondiale, est un peintre symboliste français et illustrateur, né le 28 janvier 1883 à Nice, où il est mort le 25 mai 1971. 
Il est le fils du peintre Alexis Mossa (1844-1926), auteur de nombreuses affiches pour le carnaval de Nice, qui l'influença dans sa carrière d'artiste-peintre et à qui il succéda au poste de conservateur du Musée des Beaux-Arts Jules Chéret de Nice qu'il dirigea de 1926 à 1971.
Gustave-Adolphe Mossa est un peintre symboliste tardif dans la mouvance de Gustave Moreau, Lucien Lévy-Dhurmer, Edgard Maxence ou Émile-René Ménard. Imprégné de ses lectures, Mallarmé, Baudelaire, Huysmans,  Gustave-Adolphe Mossa s'inspire des maîtres du Quattrocento, des préraphaélites et de l'art nouveau. Il a produit environ cinquante huiles, quatre-cents aquarelles et quelques œuvres gravées symbolistes.
Mais son œuvre ne peut se résumer à sa seule peinture symboliste :
- Dans le domaine de la peinture, comme son père Alexis il a exécuté de nombreuses aquarelles de paysages[1]. Il s'est exercé à l'expressionnisme, produisant, dans les années 1903 à 1904, cent-quatre-vingt-neuf dessins à l'encre de chine et aux crayons de couleur, caricaturant tantôt les mondains tantôt les religieux, s'intéressant aux petits métiers ou à l'actualité, signés Mossa ou Karl Joël (exceptionnellement Karl Joris) en hommage à Huysmans[2] .
- En tant que carnavalier il a produit plusieurs dizaines de maquettes de chars (le plus souvent dessins aquarellés) pour le carnaval de Nice, maquettes dans lesquelles il a gardé la créativité et l'exécution de sa période symboliste. Beaucoup de ces maquettes ont servi de base à la réalisation de chars[3].
- Au théâtre, il a commencé par l'écriture de pièces symbolistes (Dom Quichotte, Plume d'Ibis) pour lesquelles il a créé en outre des frontispices et projets de décor ; puis il a fondé la première troupe de théâtre dialectal en niçois, le théâtre de Barba Martin, pour lequel il a écrit des pièces en niçois (comme La Nemaïda, en 1924, ou La Tina, en 1931)[4].
- Mossa est aussi un illustrateur de livres, avec l'illustration de plusieurs ouvrages illustrés pour la Librairie des Amateurs de A. et F. Ferroud, celle des œuvres de Dominique Durandy, des éditions de musique folklorique niçoise, des ouvrages divers sur la Côte d'Azur etc.[5]

Il a produit l'essentiel de son œuvre symboliste jusqu'en 1918. Il n'a exposé ses œuvres symbolistes que dans sa jeunesse puis les a gardées par devers lui sans jamais plus les exposer, et elles n'ont été redécouvertes qu'après son décès. C'est le conservateur et professeur d'histoire de l'art Jean-Roger Soubiran qui est à l'origine de cette redécouverte.

## Biographie
(sources : voir Jean-Roger Soubiran, Ediriviera-Alligator 1985)
Né en 1883 d'une mère italienne, Marguerite Alfieri, et du peintre Alexis Mossa, Gustave-Adolphe est très tôt intéressé par la peinture. Un tableau de son père le représente d'ailleurs peignant à l'âge de neuf ans. Son père, paysagiste et imagier du carnaval de Nice depuis 1873, va être son professeur. Jusqu'en 1900, Gustav-Adolf étudie à l'École des arts décoratifs de Nice où il se familiarise avec l'Art nouveau. Parallèlement, son père l'initie à l'art du paysage à l'aquarelle aux alentours de Nice et dans l'arrière-pays.
Dès 1900, après la visite de l'Exposition universelle, il est porté par le mouvement symboliste finissant et l'Art nouveau. Alors qu'il quitte l'École des arts décoratifs, il se lance également dans l'écriture de pièces de théâtre et de poèmes.
En 1901, Mossa crée sa première grande toile symboliste : Salomé ou prologue du Christianisme . 
En 1902, il fait une série de voyages en compagnie de son père en Italie, où il visite Gênes, Pise, Sienne et surtout Florence. Dans la lignée de son père, il réalise alors ses premières œuvres pour le carnaval de Nice.
Fin 1902, Gustave-Adolphe Mossa retourne à Nice, où il présente son premier projet de char au concours Carnaval. En 1903, il entame un nouveau voyage avec son père à Mantoue, Padoue et Venise.
Au début des années 1900, Gustave-Adolphe Mossa germanise son prénom en "Gustav-Adolf" pour s’inscrire dans la lignée des artistes qu’il admirait comme Heinrich Heine et Goethe ou encore Wagner et Schumann. 
De 1904 à 1911, il connaît une période féconde : peinture symboliste, scènes de carnaval, paysages à l'aquarelle, poèmes, pièces de théâtre.
En 1908 il épouse Charlotte-Andrée Naudin. En 1911, il connaît un certain succès à l'occasion d'une exposition à la galerie Georges Petit à Paris. Il découvre alors les Primitifs flamands, puis les Primitifs niçois, lors de L'Exposition rétrospective d'Art régional Niçois des XVe et XVIe siècles.
Au cours de l'année 1913, Gustave-Adolphe Mossa expose à Nice et à Paris une série d'œuvres inspirées par Robert Schumann.
Il est mobilisé lors de la Première Guerre mondiale en 1914, où il est gravement blessé. De cette expérience de la guerre, il tire une toile achevée en 1916 : Les tristes heures de la guerre.
Il renie alors l'orthographe germanisée de son prénom pour reprendre l'usage de son prénom d’origine, Gustave-Adolphe. Il ne signera ainsi ses oeuvres du nom de Gustav-Adolf Mossa que durant une quinzaine d'années, sur un demi-siècle de création artistique.
Il rompt avec sa femme en 1918 et sa mère meurt l'année suivante. Gustave-Adolphe Mossa poursuit alors son œuvre avec moins d'intensité, en produisant des paysages, des illustrations et des écrits. Il se remarie en 1925 avec Lucrèce Roux qui meurt en 1955.
À la mort de son père en 1926, il prend sa succession comme conservateur du musée des beaux-arts de Nice. La même année, il fonde avec Barthélémy Marengo la compagnie théâtrale Barba Martin, pour laquelle il écrira et mettra en scène plusieurs pièces.
Après le décès de sa seconde épouse, il se marie à nouveau en 1956 avec Marie-Marcelle Butteli (1908-1999), qu'il surnomme « Violette ».
Lorsque Gustave-Adolphe Mossa meurt le 25 mai 1971, son œuvre symboliste est redécouverte par son biographe, Jean-René Soubiran, occultée par lui-même à ses proches et au public qui le connaissait essentiellement par son travail d'imagier du carnaval de Nice.

## Œuvre
Artiste à la production polymorphe, Gustav-Adolf Mossa laisse derrière lui, outre son œuvre picturale, un grand nombre de textes parmi lesquels des livrets d'opéras ou autres pièces lyriques. Il faut considérer son œuvre dans ses rapports avec la musique, la peinture et la littérature. Il a puisé son inspiration dans l'œuvre des grands écrivains dont il était un lecteur assidu et en particulier Baudelaire
.
Ses œuvres aux compositions souvent dramatiques, aux dessins fouillés, souvent caricaturaux, analysent des situations de vie en font preuve d'une certaine lucidité psychologique.
L'œuvre de Gustave-Adolphe Mossa est un ensemble de références à des mythes, des fables qu'il manie tel un psychanalyste : conflits des pulsions de vie et des pulsions de morts, Éros et Thanatos et plus particulièrement dans la représentation de Salomé qui hante presque tous les symbolistes, mais aussi dans celles de Sapho et Dalila.
Gustave-Adolphe Mossa est également l'auteur des dessins des jetons métalliques de nécessité ainsi que des esquisses des bons consulaires de 0,50 F et 0,25 F émis en 1920 et 1922 par la Chambre de commerce de Nice et des Alpes-Maritimes. Ses dessins originaux ont été retrouvés en 2003 dans une vente publique et acquis par la Chambre de commerce de Nice pour être versés dans ses archives. Ils sont présentés en 2022 à l'occasion de l'exposition intitulée "Gustave-Adolphe Mossa, Niciensis Pinxit" au Musée des Beaux-Arts Jules Chéret de Nice .  
Les listes d'œuvres qui suivent ne sont pas exhaustives ; le seul catalogue exhaustif qui existe est celui des œuvres symbolistes (voir éditions Somogy, 2010, dans la bibliographie).

## Œuvres symbolistes
(sources : voir Jean-Roger Soubiran, Ediriviera-Alligator, 1985 et Catalogue raisonné des œuvres symbolistes, 2010)
- Salomé ou Prologue du christianisme (1901)
- Frontispice pour Dom Quichotte, Frontispice pour Plume d'Ibis (1902)
- Circé, Judith et Holopherne (1904)
- Portrait psychologique de l'auteur, Les Parques, Duellum, Encor Salomé, La Sirène repue, Le Baiser d'Hélène, Dalila s'amuse, Le Système du docteur Forceps, Le Fœtus (1905)
- Œdipe vainqueur, Pierrot s'en va, Elle, Lui, La Sphinge, Valse macabre, Suzanne et les Vieillards, Allons jeune homme allons marche, Une charogne, Leda, Judith, David et Bethsabée (1906)
- Eva Pandora, Le Vice, Esther, Femme aux œnochoés, La Harpyie, Rubria, La Mort d'Adonis, Danaé, Il Santo, Clara d'Ellébeuse, L'Aveugle, Mary de Magdala (1907)
- Les Mortes, Christus, Salomon, Salomé (1908)
- Le Coq et la Perle (1909)
- Adamus et Eva (1910)
- Tranquillus, Dans les champs, Bruges la morte (1911)
- Les Tristes Heures de la guerre (1916)
- Sourire de Reims (1918)
- La Ronde des Sylphes (circa 1925)

## Œuvres expressionnistes (1903 - 1904)
(sources : voir Jean-Roger Soubiran, Ediriviera-Alligator, 1985)
- Ne crains rien mon chou, après toi le déluge, signé Karl Joël, 1903.
- Tu vas réussir à nous faire rater l'omnibus, signé G. A. Mossa, 1903
- Pas la peine de l'inviter.
- Être ou paraître.
- Déjà des invités.
- Un amateur, signé mossa.
- Le Pauvre Homme.
- La Garde-malade.
- Un homme de la hotte.
- L'Élévation, signé mossa.
- Toujours la tiare, signé Karl Joël.
- Bénédiction, signé mossa, 1903.
- Attelage à deux : un amant et un mari c’est fatigant tout de même.

## Maquettes, dessins, affiches de Carnaval
(sources : voir Annie Sidro 1979, coffret Carnaval Cent 1984 et Catalogue raisonné des œuvres symbolistes 2010)
- À l'instar de Bayreuth, L'Entente cordiale, maquettes, 1904.
- Madame Carnaval, Le Triomphe du reportage, As You Like It, Les Cruches cassées, maquettes, 1907.
- L'Attente du lavement, L'Embarquement pour Cythère, maquettes, 1908.
- Ici-Les-Mulino Nice-Coni, S M Carnaval, Madame Carnaval sur Pégase, Chantecler, maquettes, 1909.
- Santos Dumont à bord de sa demoiselle Libellule, maquette, 1910.
- S M Carnaval, Madame Carnaval reine des suffragettes, maquettes, 1911.
- Carnaval et la Joconde, La Rascassa char de la musique, Les Plaisirs du dimanche, Chéhérazadiana, maquettes, 1912.
- S M Carnaval, maquette, 1913.
- S M le roi Carnaval de Menton, Pégase, maquettes, 1914.
- Nice 1914, affiche pour Carnaval 1914, 1914.
- Nice 1915, projet d'affiche pour Carnaval 1915, 1914.
- S M Carnaval, maquette, 1921.
- L'Ymagier du roi Carnaval, autoportrait caricatural, 1921.
- Caricature des membres du comité des fêtes, dessin, 1923.
- S M Carnaval, Madame Carnaval, maquettes, 1924.
- S M Carnaval, Tabarinade, maquettes, 1925.
- S M Carnaval Rei dai Baronaïre, maquette, 1926.
- S M Carnaval, Madame Carnaval, La Petite Chocolatière, Déménagement à la Cloche de Bois, La prise de Fez, maquettes, 1927.
- Sa Majesté juché sur l'Oiseau Bleu, La Circulation Intensive, maquettes, 1928.
- S M Carnaval, La Poissonnerie, maquettes, 1929.
- S M Carnaval Roi de la Loterie, maquette, 1937.
- S M Carnaval Roi de la Blague et de la Radiobouffonnerie, maquette, 1938.
- S M Carnaval Roi de la Folie, maquette, 1939.
- Un Comifêtard, maquette, 1950.
- Chicastrassa. Le Bouffon de S. M. Carnaval, dessin, 1950.
- Fantasia de Centaures à 'San Trop', maquette, 1950-1960.
- L'Artillerie de Pantagruel, maquette, 1956.
- Le Drageoir de Pantagruel, La Poule au Pot et le Vert Galant, maquettes, 1957.
- S M Carnaval Roi de la Fantaisie, Le Carrosse de Cendrillon, maquettes, 1960.
- Alice au pays des Merveilles, La 8ème Merveille du Monde ou "La Sardine de Marseille", maquettes, 1961.
- Madame Carnaval Miss Pick Nick, maquette, 1967.
- Holidays Gondolants Beatnik's, S M Carnaval et Astérix, maquettes, 1969-1970.
- Dragoons Tchin Tchin Orchestra, maquette, 1970.
- S M Carnaval Grand Manitou des Amériques, maquette, 1971
- La Ligne Nice Coni, maquette, date à préciser.
- Triboulet, Le Paillassou berné, La Vespa, Les Maurou, dessins, dates à préciser.

## Illustrations
(sources : voir Jean-Roger Soubiran, Ediriviera-Alligator, catalogue BMVR Nice, catalogue BNF, vialibri et recherches internet).
- Fronstispice pour Dom Quichotte, aquarelle, 1902.
- Frontispice pour Plume d'Ibis, aquarelle, 1902.
- Salammbô, série de dix-huit aquarelles pour illustrer Salammbô de Gustave Flaubert, 1906.
- Le Gaulois du dimanche, N°146, 5-6 août 1911, couverture illustrée Dans les champs (original perdu).
- L'Art et les Artistes, 7e année, no 84 de mars 1912, avec encart "Tranquillus".
- L'Illustration, 10 août 1912, avec encart Perseus.
- L'Illustration, 1913, avec encart Le Paradis et la Péri.
- L'Illustration, 1913, avec encart Le Noyer.
- L'Illustration, Noël 1913, La vierge sarrasine de Jules Lemaître (lire en ligne pp. 21 et 22).
- Les Violettes éparpillées, 1914, recueil de poèmes de René Helbing, couverture illustrée (original perdu).
- Harper's Bazar, numéro de mars 1915, couverture illustrée Élégante à la fourrure et aux dragons, 1914.
- Hyalis, le petit faune aux yeux bleus d'Albert Samain, chez Ferroud, 1918.
- Mon pays, de Dominique Durandy, 1918, chez Van Oest, 33 gravures dans l'édition de luxe.
- Nice à travers les âges, affiche de l'exposition rétrospective au profit de l'aide aux veuves de la Grande Guerre, 1919.
- Le Petit Soldat de plomb d'Anatole France, chez Ferroud, 1919.
- Xanthis ou la Vitrine sentimentale d'Albert Samain, chez Ferroud, 1920.
- Mon pays, volume II, de Dominique Durandy, 1920, chez Van Oest, 24 gravures dans l'édition de luxe.
- Voyages de Gulliver, de Jonathan Swift, circa 1920, chez Hachette, gravures en noir dans le texte et hors-textes en couleur.
- Les Sept Femmes de la Barbe-Bleue d'Anatole France, chez Ferroud, 1921.
- La Leçon bien apprise d'Anatole France, chez Ferroud, 1922.
- Passants de la Riviera, de Dominique Durandy, 1922, chez Van Oest.
- L'Illustration, Le conte des pantins de bois de Gaston Chérau, 1923.
- En zig zag dans la médecine, du Dr. Louis Camous, chez Miraton, 1923.
- La Ceinture de Vénus, de Dominique Durandy, chez Brocherioux 1923.
- Zadig ou la Destinée, de Voltaire, chez Ferroud, 1924.
- Bibliophiles, de Gabriel Hanotaux, chez Ferroud, 1924.
- La Légende des saintes Oliverie et Liberette, d'Anatole France, chez Ferroud, 1924.
- La Nemaïda, de G. A. Mossa, d'après Joseph Rosalinde Rancher, chez François Fugairon, 1924.
- L’Éclaireur, album officiel du carnaval de Nice, couverture illustrée, 1925.
- Chansons niçoises, de Charles Pons, chez Delrieu, couverture en couleur et gravures hors-texte, 1925.
- La Belgique, tome II, d'Henry Debraye, chez Arthaud, 1927.
- Hérodias, de Flaubert, chez Ferroud, 1927.
- Coucou, chanson officielle du Carnaval de Nice, 1927.
- Album officiel du cinquantenaire de Carnaval, 1928.
- Madame de Luzy, d'Anatole France, chez Ferroud, 1928.
- Au gai royaume de l’azur, de P. Devoluy et P. Borel, chez Arthaud, 1929.
- Le Barbier de Séville, de Beaumarchais, chez Ferroud, 1930.
- La Tina, de G. A. Mossa, chez Frey et Trincheri, 1931.
- Le Mariage de Figaro, de Beaumarchais, chez Ferroud, 1932.
- La Côte d’Azur, de Gabrielle Réval, chez Arthaud, 1938.
- L'Ancien Palais royal, de Joseph Saqui, chez la Société des Amis du Musée Masséna, 1942.
- Le Vœu de Nice, l’église Saint-Jean-Baptiste, de Joseph Saqui, 1948.
- Histoire des carnavals niçois, de Gilles Rémond, 1949.
- Sous l'olivier, chansons niçoises de Georges Delrieu et Henri Caron, chez Delrieu, 1953.
- Chansons niçoises, de Louis Genari, chez Delrieu, 1954.
- Centenaire du rattachement de Nice à la France, collectif, 1960.
- Nos jolis contes bleus, musique de Georges Delaye, paroles de René d’Helbingue, (non daté).

## Œuvres dont la localisation est inconnue
(sources : voir Jean-Roger Soubiran, Ediriviera-Alligator, 1985 et Catalogue raisonné des œuvres symbolistes, 2010)
On connaît l'existence de plusieurs œuvres de G. A. Mossa dont on a perdu la trace depuis plusieurs décennies.
- Vénus et Eros, huile, 1904, trace perdue depuis l'exposition de Grenoble en 1948 par Charlotte-Andrée Naudin-Mossa.
- Retable L'innocence entourée des sept péchés capitaux, huile, 1906, connue par sa photo lors d'une exposition à Nice en 1909, ancienne collection Charlotte-Andrée Naudin-Mossa.
- La trace de cinq des six aquarelles de la série La Flûte enchantée, 1911, (Tamino entouré de gnomes, La Reine de la Nuit, Pamina et Monostatos, Papageno l'oiseleur, Dénouement devant le grand-prêtre d'Isis) est perdue depuis 1911 ou 1912.
- Dans les champs, aquarelle, 1911, n'est connue que par sa reproduction sur la couverture du Gaulois du Dimanche, N° 146 du 5-6 août 1911 (voir Illustrations).
- Une grande partie des soixante-quatorze aquarelles de la série Schummann, 1912-1913, a été dispersée lors de l'exposition réalisée par la Galerie Georges Petit en décembre 1913, et leur localisation actuelle est inconnue.
- Les Violettes éparpillées, aquarelle, 1914, réalisée pour illustrer la couverture du recueil de poésies de même titre de René Helbing, est connue seulement par cette publication (voir Illustrations).
- Élégante à la fourrure et aux dragons, aquarelle, 1914, n'est connue que par sa reproduction sur la couverture de la revue new-yorkaise Harper's Bazar de mars 1915 (voir Illustrations).
- Vingt des vingt-trois aquarelles du cycle Les Très Tristes Heures de la Guerre, 1915-1916, ont été achetées par le prince Demidoff en janvier 1917 et emportées par lui en Russie peu avant la révolution, où se perd leur trace. Elles sont connues par un recueil de photographies ayant appartenu à l'artiste (Bibliothèque de Cessole, fonds Mossa).

## Œuvres théâtrales et livrets lyriques
(sources : catalogue BMVR Nice, catalogue BNF, catalogue de l'exposition "Gustave-Adolphe Mossa Niciensis Pinxit")
- Dom Quichotte, fable comique, 1902.
- Plume d'Ibis, comédie en trois actes, 1902.
- Le Mannequin, fantaisie comédie en un acte, 1902.
- Les Rustres, en trois actes, 1902.
- L'Aragonaise, pièce de théâtre, 1903.
- Manon, pièce de théâtre, 1904.
- Desdemona, pièce de théâtre, 1904.
- Pierrot s'en va, pièce de théâtre, 1905.
- Encor Salomé, texte en prose, 1905.
- La Sirène repue, texte en prose, 1905.
- Lélian, poème lyrique, 1906, revu et corrigé en 1909 et en 1916.
- Manon exilée, pièce de théâtre, 1907.
- La Chimère, légende dramatique, 1907.
- Enn Noweïri, poème sur les funérailles de la princesse de Thèbes, livret confié à Jarnach, 1908.
- Le coq et la perle, conte lyrique écrit avec René d'Helbingue, circa 1909.
- Mélodies, poèmes du concert à l'Artistique, livret, 1912.
- Le souper des armures, conte, 1913.
- Le Basilic salernitain, drame lyrique écrit avec René d'Helbingue, 1913.
- La cruche cassée, fabliau écrit avec René d'Helbingue, 1913.
- La Demoiselle aux camélias, comédie musicale, 1918.
- Lou Nouvé o sia lou pantai de Barb'Anto, pastorale dialectale avec Barthélémy Marengo co-auteur, 1922.
- Phygaço o sia lou perruquié doù Mascoinat, comédie dialectale, 1924.
- La Nemaïda, comédie dialectale en cinq actes et un épilogue, d'après Joseph Rosalinde Rancher, chez François Fugairon, 1924.
- La Tina, farce dialectale en un acte, 1928, publiée chez Frey et Trincheri, 1931.
- Lou Rei Carneval, comédie dialectale, 1932.
- L’Anticari, comédie dialectale, 1933.
- Doui Faula, comédie dialectale, publiée chez Frey et Trincheri, 1933.
- L'Aragonaise ou La Vengeance de l'Aragonaise, drame Lyrique, 1963.
- Lou Miracle dei abiha : faula per lou temp de calena, comédie dialectale, publiée chez Frey et Trincheri, date à préciser.
- Toni Baloni, comédie dialectale, date à préciser.
- La vendetta, pièce de théâtre, non datée.
- Le neveu de Falstaff, pièce de théâtre, date à préciser.
- L'Accordée du village, résumé d'une pièce de théâtre, non datée.
- Actéon ou Diane et Méléaguant, drame lyrique, non daté.
- Folle Avoine et l'Oiseau bleu, conte féérique, non daté.
- Adonis ou Le Miracle des Anémones, mimodrame, non daté.
- La Nocturne ou La Lore, mimodrame, non daté.
- Gilles, comédie lyrique, non datée.

## Musées et expositions
La Ville de Nice, à travers le Musée des Beaux-Arts Jules Chéret, le Musée Masséna et le Comité des Fêtes, possède une importante collection d'œuvres de G. A. Mossa (œuvres symbolistes, maquettes de chars et dessins sur le thème de Carnaval, aquarelles de paysage). Le Musée des Beaux-Arts Jules Chéret dédie une salle de son exposition permanente à ses œuvres symbolistes.
Les Musées royaux des Beaux-Arts de Belgique conservent au musée Fin-de-Siècle quatre œuvres symbolistes (en 2021).
Le Catalogue raisonné des œuvres symbolistes (Somogy, 2010), contient une liste exhaustive des expositions des œuvres symbolistes de G. A. Mossa, de 1902 jusqu'à 2010.
Ce qui suit est une sélection partielle, élargie aux thèmes autres que le symbolisme.
- 1909    Nice, L'Artistique, Exposition d'œuvres d'Alexis et de Gustav Adolf Mossa.
- 1911    Paris, Galerie Georges Petit, Exposition d'œuvres de G.A. Mossa.
- 1913    Nice, Musée Municipal, Exposition d'images sur l'œuvre de Schumann par G.A. Mossa.
- 1913    Paris, Galerie Georges Petit, Exposition d'images de G.A. Mossa, inspirées par l 'œuvre  de Schumann.
- 1974    Nice, Musée des Beaux-Arts Jules Chéret, Alexis et Gustav Adolf Mossa, peintres niçois.
- 1976    Paris, Espace Pierre Cardin, Exposition Sarah Bernhardt.
- 1978    Nice, Galeries des Ponchettes, Gustave Adolf Mossa et les symboles.
- 1981    Chicago, The David & Alfred Smart Gallery, University of Chicago, The Earthly Chimera and the Femme Fatale: Fear of Women in 19th Century Art.
- 1984    Nice, Musée des Beaux-Arts Jules Chéret, Alexis et Gustav-Adolf Mossa - Peintres du Carnaval de Nice.
- 1985    Nice, Alexis et Gustav-Adolf Mossa - Aquarelles du Pays Niçois.
- 1989    Yokohama, Galerie Motomachi, Gustave Adolf Mossa.
- 1992    Paris, Pavillon des Arts, G. A.  Mossa: L'Œuvre symboliste 1903-1918.
- 2008    Évian-les-Bains, Palais Lumière, Eros and Thanatos.
- 2010    Namur, Musée Félicien Rops, L'œuvre Secrète de Gustav-Adolf Mossa.
- 2015    Sacramento, Crocker Art Museum, Toulouse-Lautrec and La Vie Moderne: Paris 1880-1910.
- 2015    Paris, Musée d'Orsay, Splendeur et misère. Images de la prostitution, 1850-1910.
- 2017    Frankfurt, Städel-Museum, Geschlechterkampf.
- 2019    Nice, Palais Lascaris, Mùsica d’aqui, musique traditionnelle du Comté de Nice.
- 2022    Nice, Musée des Beaux-Arts Jules Chéret, Gustave-Adolphe Mossa Niciensis Pinxit.